# L’Haÿ-les-Roses
L’Haÿ-les-Roses település Franciaországban, Val-de-Marne megyében. Lakosainak száma 31 338 fő (2022. január 1.). L’Haÿ-les-Roses Antony, Bourg-la-Reine, Cachan, Villejuif, Chevilly-Larue és Fresnes községekkel határos.

## Népesség
A település népessége az elmúlt években az alábbi módon változott:
| Lakosok száma | 31 201 | 30 736 | 31 416 | 31 204 | 31 417 | 32 071 | 31 647 | 31 392 | 31 338 |
|               | 2013   | 2015   | 2016   | 2017   | 2018   | 2019   | 2020   | 2021   | 2022   |